# Đảng Nhân dân Thụy Điển Phần Lan
Đảng Nhân dân Thụy Điển Phần Lan (tiếng Thụy Điển: Svenska folkpartiet i Finland (SFP); tiếng Phần Lan: Suomen ruotsalainen kansanpuolue (RKP)) là một đảng chính trị tự do ở Phần Lan nhằm đại diện cho lợi ích của dân tộc thiểu số nói tiếng Thụy Điển của Phần Lan. Một đảng bắt tất cả dân tộc, vấn đề bầu cử chính của đảng đã bắt đầu từ khi người Phần Lan nói tiếng Thụy Điển có quyền sử dụng ngôn ngữ của họ và duy trì vị thế của tiếng Thụy Điển ở Phần Lan. Đảng này ở vị trí chính phủ 1979-2015 với một hoặc hai ghế trong chính phủ và hợp tác với trung tâm cũng như trung tâm cánh tả trong Quốc hội Phần Lan. Sau cuộc bầu cử năm 2015, SFP đã bị loại khỏi chính phủ do ba đảng lớn nhất thành lập.